# Pomacentrus
Pomacentrus es un género de peces de la familia Pomacentridae. En 1802 Lacépède describió el género, siendo el segundo en tamaño dentro de esta familia. Habita en aguas tropicales, particularmente de distintas zonas del océano Pacífico (Indo - central y oeste), especialmente en la gran barrera de coral australiana, donde se puede encontrar alrededor de 50 especies de este género en toda el área Indo-Australiana. Debido a sus vivos colores, que incluyen gris, celeste intenso, amarillo y marrón, es utilizado como pez decorativo por los acuaristas. Los juveniles se diferencian de los adultos por la presencia de una línea en la aleta dorsal. Puede llegar a medir 80 a 90 mm como máximo.
El género contiene las siguientes especies:

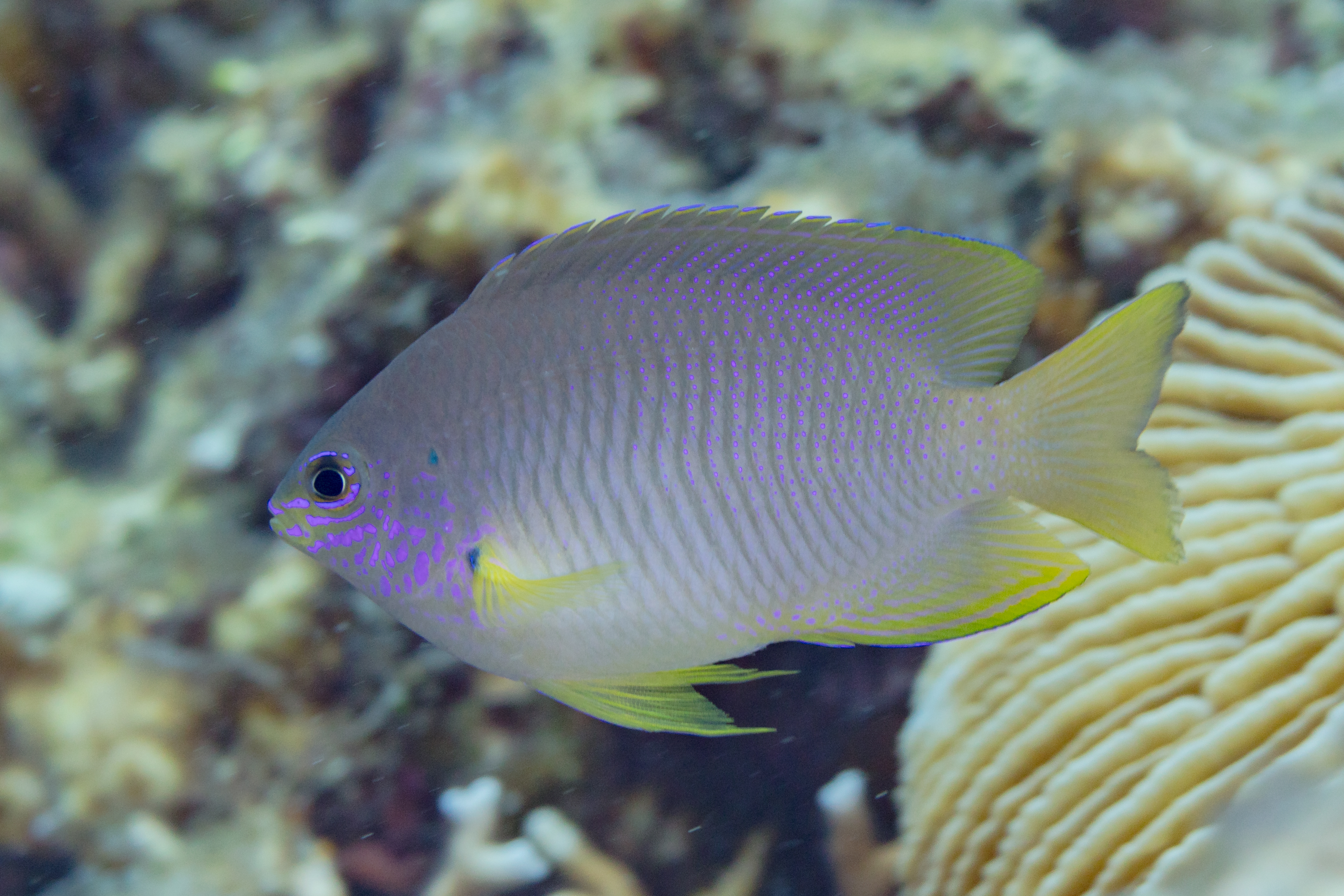
Pomacentrus amboinensis

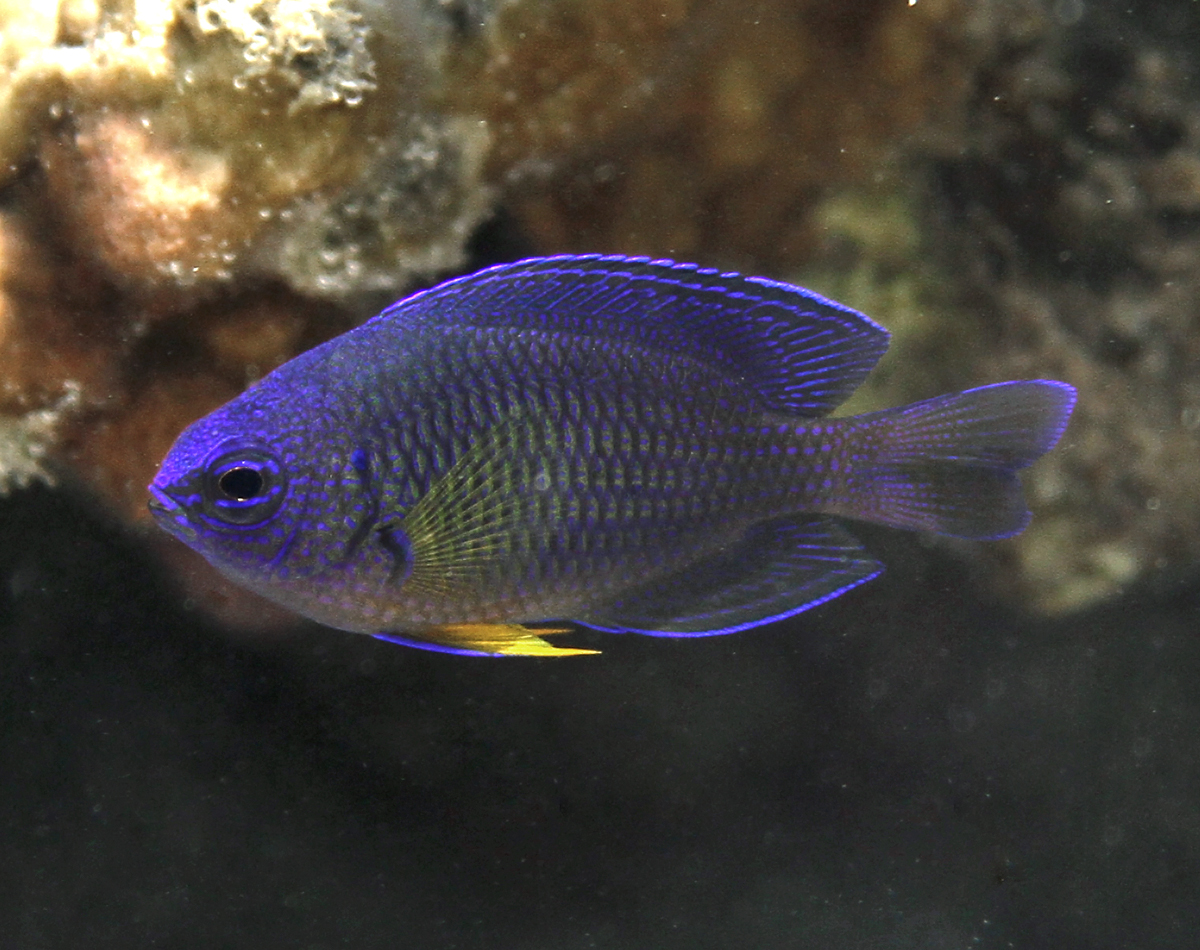
Pomacentrus caeruleus

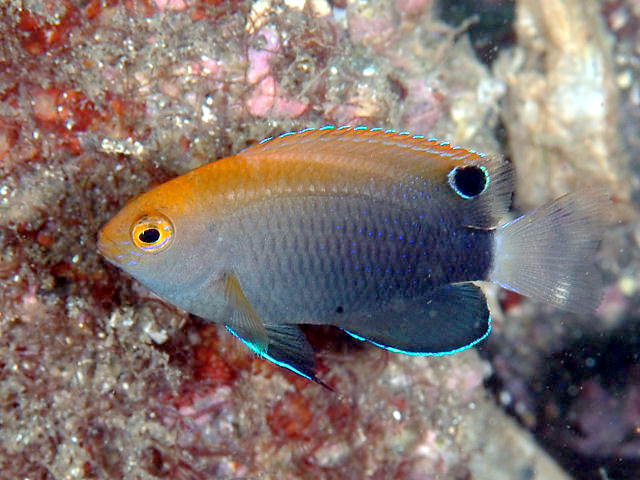
Pomacentrus chrysurus

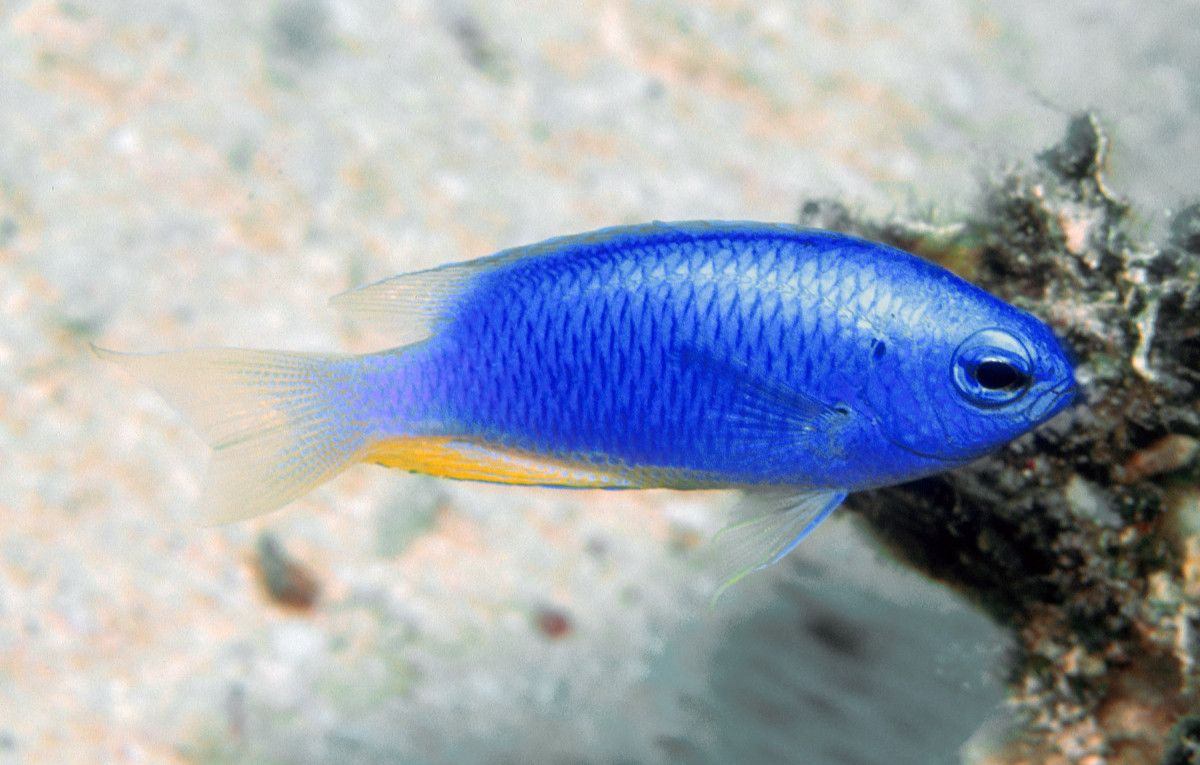
Pomacentrus micronesicus

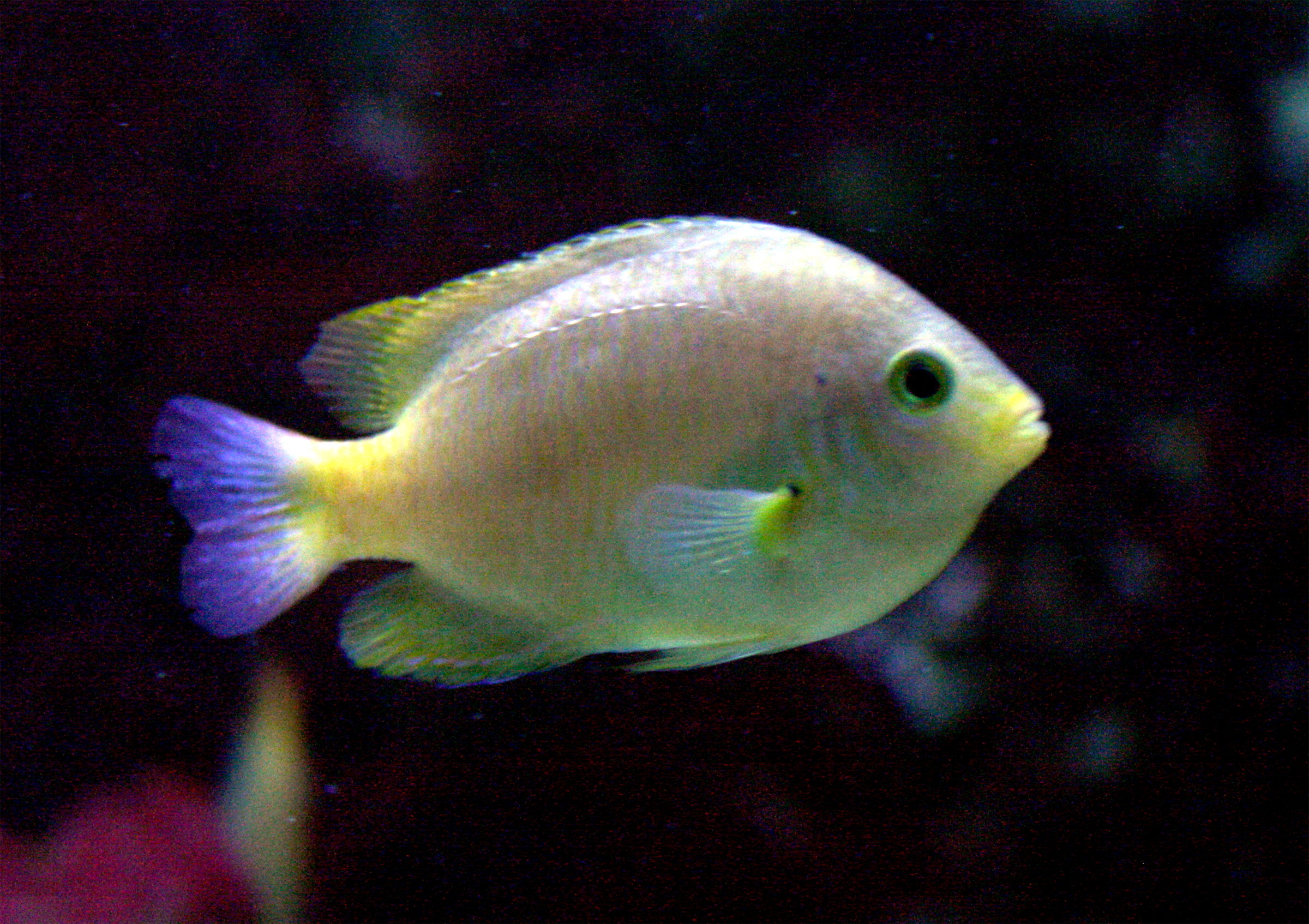
Pomacentrus moluccensis

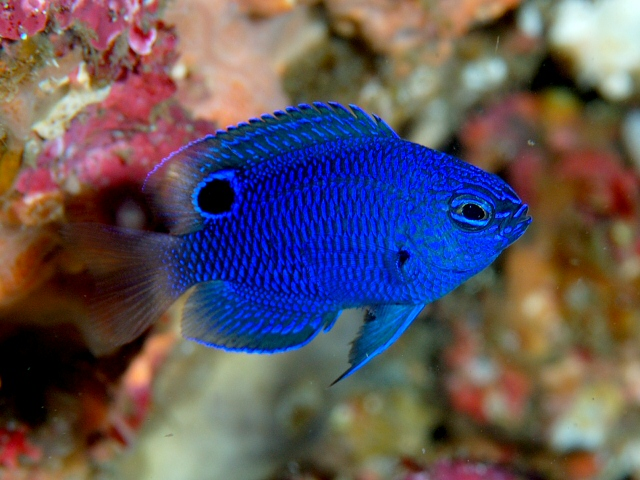
Pomacentrus nagasakiensis

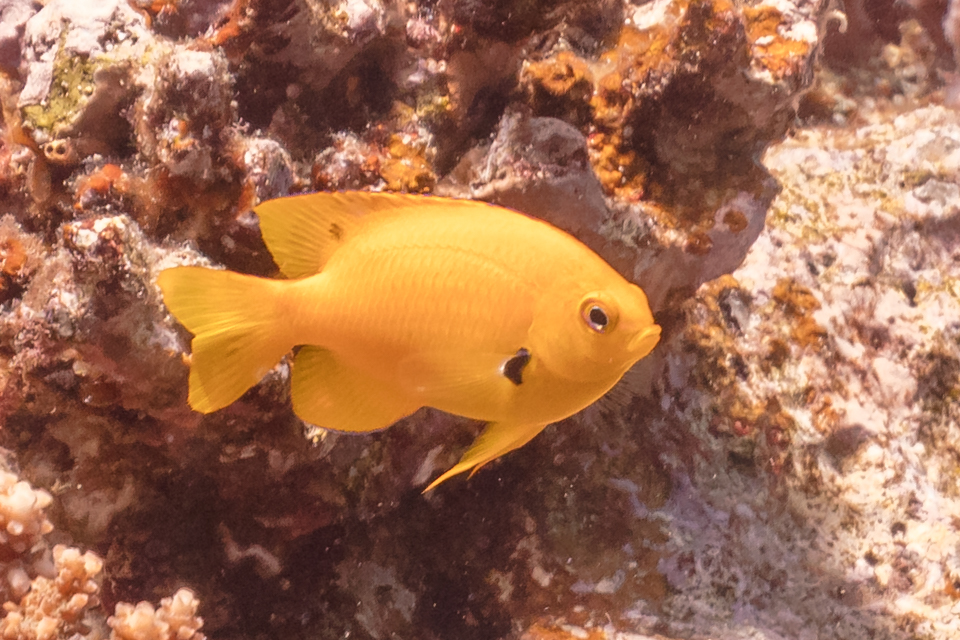
Pomacentrus sulfureus

- Pomacentrus adelus G. R. Allen, 1991
- Pomacentrus agassizii Bliss, 1883
- Pomacentrus albicaudatus Baschieri-Salvadori, 1955
- Pomacentrus albimaculus G. R. Allen, 1975
- Pomacentrus alexanderae Evermann & Seale, 1907
- Pomacentrus alleni G. H. Burgess, 1981
- Pomacentrus amboinensis Bleeker, 1868
- Pomacentrus aquilus G. R. Allen & J. E. Randall, 1980
- Pomacentrus arabicus G. R. Allen, 1991
- Pomacentrus armillatus G. R. Allen, 1993
- Pomacentrus atriaxillaris G. R. Allen, 2002
- Pomacentrus aurifrons G. R. Allen, 2004
- Pomacentrus auriventris G. R. Allen, 1991
- Pomacentrus australis G. R. Allen & D. R. Robertson, 1974
- Pomacentrus azuremaculatus G. R. Allen, 1991
- Pomacentrus baenschi G. R. Allen, 1991
- Pomacentrus bankanensis Bleeker, 1854
- Pomacentrus bintanensis G. R. Allen, 1999
- Pomacentrus bipunctatus G. R. Allen & J. E. Randall, 2004
- Pomacentrus brachialis G. Cuvier, 1830
- Pomacentrus burroughi Fowler, 1918
- Pomacentrus caeruleopunctatus G. R. Allen, 2002
- Pomacentrus caeruleus Quoy & Gaimard, 1825
- Pomacentrus callainus J. E. Randall, 2002
- Pomacentrus cheraphilus G. R. Allen, Erdmann & Hilomen, 2011
- Pomacentrus chrysurus G. Cuvier, 1830
- Pomacentrus coelestis D. S. Jordan & Starks, 1901
- Pomacentrus colini G. R. Allen, 1991
- Pomacentrus cuneatus G. R. Allen, 1991
- Pomacentrus emarginatus G. Cuvier, 1829
- Pomacentrus fakfakensis G. R. Allen & Erdmann, 2009
- Pomacentrus geminospilus G. R. Allen, 1993
- Pomacentrus grammorhynchus Fowler, 1918
- Pomacentrus imitator Whitley, 1964
- Pomacentrus indicus G. R. Allen, 1991
- Pomacentrus javanicus G. R. Allen, 1991
- Pomacentrus komodoensis G. R. Allen, 1999
- Pomacentrus lepidogenys Fowler & B. A. Bean, 1928
- Pomacentrus leptus G. R. Allen & J. E. Randall, 1980
- Pomacentrus limosus G. R. Allen, 1992
- Pomacentrus littoralis G. Cuvier, 1830
- Pomacentrus maafu G. R. Allen & Drew, 2012
- Pomacentrus melanochir Bleeker, 1877
- Pomacentrus micronesicus S. Y. Liu, H. C. Ho & C. F. Dai, 2013[3]
- Pomacentrus microspilus G. R. Allen & J. E. Randall, 2005
- Pomacentrus milleri L. R. Taylor, 1964
- Pomacentrus moluccensis Bleeker, 1853
- Pomacentrus nagasakiensis S. Tanaka (I), 1917
- Pomacentrus nigromanus M. C. W. Weber, 1913
- Pomacentrus nigromarginatus G. R. Allen, 1973
- Pomacentrus opisthostigma Fowler, 1918
- Pomacentrus pavo Bloch, 1787
- Pomacentrus philippinus Evermann & Seale, 1907
- Pomacentrus pikei Bliss, 1883
- Pomacentrus polyspinus G. R. Allen, 1991
- Pomacentrus proteus G. R. Allen, 1991
- Pomacentrus reidi Fowler & B. A. Bean, 1928
- Pomacentrus rodriguesensis G. R. Allen & J. E. Wright, 2003
- Pomacentrus saksonoi G. R. Allen, 1995
- Pomacentrus similis G. R. Allen, 1991
- Pomacentrus simsiang Bleeker, 1856
- Pomacentrus smithi Fowler & B. A. Bean, 1928
- Pomacentrus spilotoceps J. E. Randall, 2002
- Pomacentrus stigma Fowler & B. A. Bean, 1928
- Pomacentrus sulfureus Klunzinger, 1871
- Pomacentrus taeniometopon Bleeker, 1852
- Pomacentrus trichourus Günther, 1867
- Pomacentrus trilineatus G. Cuvier, 1830
- Pomacentrus tripunctatus G. Cuvier, 1830
- Pomacentrus vaiuli D. S. Jordan & Seale, 1906
- Pomacentrus wardi Whitley, 1927
- Pomacentrus xanthosternus G. R. Allen, 1991
- Pomacentrus yoshii G. R. Allen & J. E. Randall, 2004